# Sight & Sound
Sight & Sound é uma revista de cinema britânica de publicação mensal. Publicada pela primeira vez em 1932, o filme com maior aparição nas listas divulgadas é Citizen Kane (1941).
Distribuída pela British Film Institute, o atual editor-chefe é Nick James.

## Enquete daSight & Sounddos maiores filmes de todos os tempos
A cada década, a Sight & Sound pede a um grupo internacional de profissionais de cinema que vote em seus dez melhores filmes de todos os tempos. Até 1992, os votos dos críticos e diretores convidados foram compilados para formar uma lista. No entanto, desde 1992, os diretores foram convidados a participar de uma pesquisa separada.
Os resultados individuais são ecléticos; na pesquisa de 2002, 2.045 filmes diferentes receberam pelo menos uma menção de um dos 846 críticos.
O prêmio Sight & Sound passou a ser considerado uma das mais importantes das pesquisas sobre o "melhor filme de todos os tempos". Roger Ebert descreveu como "de longe a mais respeitada das inúmeras pesquisas de grandes filmes - a única que as pessoas mais sérias levam a sério". A primeira pesquisa, em 1952, foi encabeçada por Bicycle Thieves. As cinco pesquisas subsequentes (1962–2002) foram vencidas por Citizen Kane (que terminou em 13º em 1952), enquanto a Vertigo recebeu o maior número de votos em 2012. Apenas La Règle du jeu (As Regras do Jogo) apareceu em todas as sete pesquisas decenais da revista. Entre os diretores que participaram em 2012 estão Quentin Tarantino, Martin Scorsese, Ken Loach e Francis Ford Coppola.
No passado, a Sight & Sound foi alvo de críticas, principalmente de Raymond Durgnat, que frequentemente o acusava de elitismo, puritanismo e esnobismo, embora ele tenha escrito para isso nos anos 50 e novamente nos anos 90. A contraparte americana da revista é a Film Comment, uma revista publicada pela Film Society do Lincoln Center em Nova York.

### Top 10 dos Críticos

#### 2012
1. Um Corpo que Cai (191 menções)
2. Cidadão Kane (157 menções)

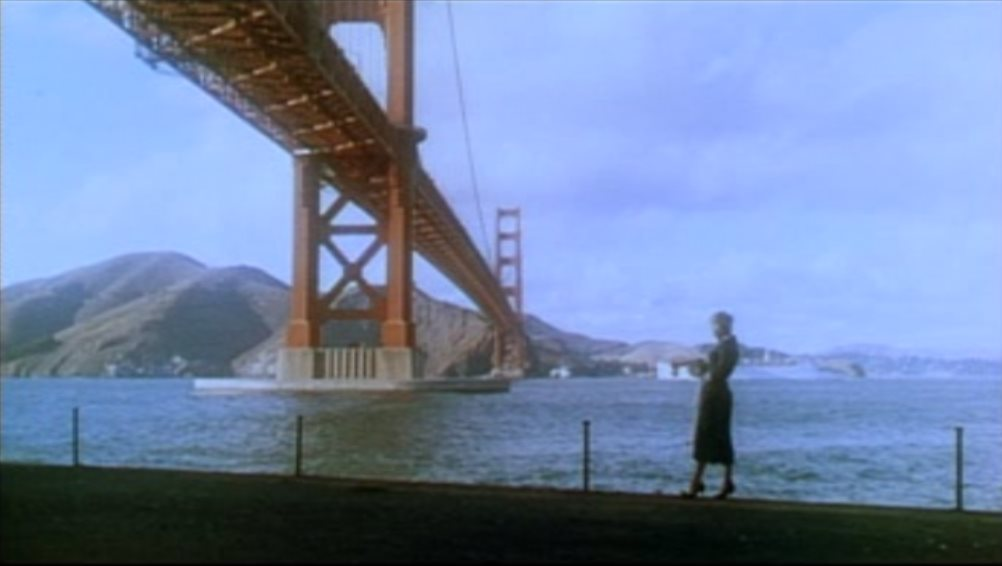
Um Corpo que Cai (1958), o maior filme de todos os tempos, segundo a mais recente enquete dos críticos.

3. Era Uma Vez em Tóquio (107 menções)
4. A Regra do Jogo (100 menções)
5. Aurora (93 menções)

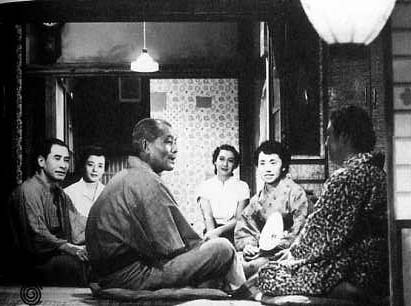
Era Uma Vez em Tóquio (1953)

6. 2001: Uma Odisseia no Espaço (90 menções)
7. Rastros de Ódio (78 menções)
8. Um Homem com uma Câmera (68 menções)
9. A Paixão de Joana d'Arc (65 menções)
10. 8½ (64 menções)

Mais próximo do Top 10: O Encouraçado Potemkin (63 menções)

### Top 10 dos Cineastas

#### 2012
1. Era Uma Vez em Tóquio (48 menções)
2. 2001: Uma Odisseia no Espaço (42 menções)
3. Cidadão Kane (42 mentions)
4. 8½ (40 menções)
5. Taxi Driver (34 menções)
6. Apocalypse Now (33 menções)
7. O Poderoso Chefão (31 menções)
8. Um Corpo que Cai (31 menções)
9. O Espelho (30 menções)
10. Ladrões de Bicicletas (29 menções)

Mais próximo do Top 10: Acossado (27 menções)

## Os Maiores Diretores de Todos os Tempos

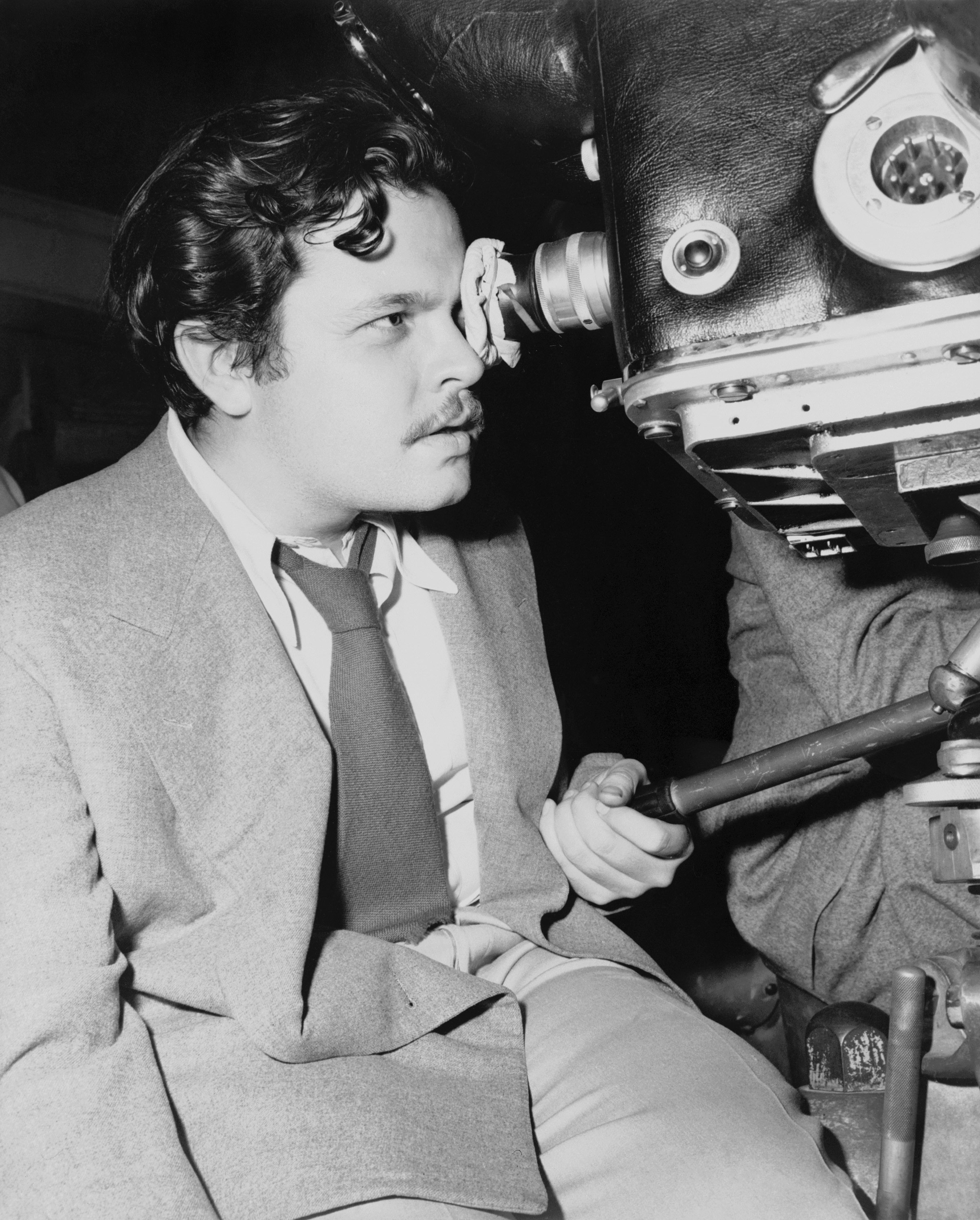
Orson Welles foi votado tanto pelos críticos quanto pelos diretores como o maior diretor da história do cinema, e sua obra-prima Cidadão Kane, o maior filme de todos, igualmente.

A lista foi elaborada reunindo os diretores dos filmes individuais em que os críticos e diretores votaram. 2002 foi o único ano em que a Sight & Sound compilou a lista.

### Top 10 dos Críticos

#### 2002
1. Orson Welles
2. Alfred Hitchcock
3. Jean-Luc Godard
4. Jean Renoir
5. Akira Kurosawa
6. Charlie Chaplin
7. Federico Fellini
8. John Ford
9. Sergei Eisenstein
10. Francis Ford Coppola
11. Yasujiro Ozu

### Top 10 dos Cineastas

#### 2002
1. Orson Welles
2. Federico Fellini
3. Akira Kurosawa
4. Alfred Hitchcock
5. Francis Ford Coppola
6. Billy Wilder
7. Ingmar Bergman
8. Stanley Kubrick
9. David Lean
10. Jean Renoir
11. Martin Scorsese